# Chitose Get You!!
Chitose Get You!! (jap. ちとせげっちゅ!! Chitose gecchu!!) – czteropanelowa manga autorstwa Etsuyi Mashimy, publikowana w magazynach „Manga Life Original” i „Manga Life MOMO” wydawnictwa Takeshobō w latach 2002–2014. Na jej podstawie studio Silver Link stworzyło 26-odcinkowy serial anime, który emitowano od lipca do grudnia 2012.

## Fabuła
Historia opowiada o 11-letniej Chitose, która jest bezgranicznie zakochana w Hiroshim, starszym mężczyźnie pracującym jako urzędnik w ratuszu, tuż obok szkoły, do której uczęszcza. Chitose nieustannie podąża za nim i uporczywie stara się go przekonać, by się z nią umówił.

## Bohaterowie
- Chitose Sakuraba (jap. 桜庭 ちとせ Sakuraba Chitose)

Seiyū: Sayaka Nakaya 
- Hiroshi Kashiwabara (jap. 柏原 宏志 Kashiwabara Hiroshi)

Seiyū: Wataru Hatano 
- Misaki (jap. みさき)

Seiyū: Sora Tokui 
- Hinako Hiiragi (jap. 柊 雛子 Hiiragi Hinako)

Seiyū: Mako Sakurai 
- Asako Fuji (jap. 藤 麻子 Fuji Asako)

Seiyū: Kotono Mitsuishi 
- Kōhai-sensei (jap. 後輩先生)

Seiyū: Rikako Yamaguchi 
- Pan Shige (jap. シゲさん Shige-san)

Seiyū: Shinichi Kotani 

## Manga
Seria była publikowana w magazynach „Manga Life Original” i „Manga Life MOMO” wydawnictwa Takeshobō w latach 2002–2014. Całość została zebrana w 10 tankōbonach, wydawanych od 27 maja 2004 do 26 lipca 2014.
| Nr | Data wydania (język japoński) | ISBN (język japoński)  |
| -- | ----------------------------- | ---------------------- |
| 1  | 27 maja 2004                  | ISBN 978-4-8124-5963-8 |
| 2  | 27 kwietnia 2005              | ISBN 978-4-8124-6162-4 |
| 3  | 27 kwietnia 2006              | ISBN 978-4-8124-6458-8 |
| 4  | 27 marca 2007                 | ISBN 978-4-8124-6572-1 |
| 5  | 27 marca 2008                 | ISBN 978-4-8124-6810-4 |
| 6  | 27 kwietnia 2009              | ISBN 978-4-8124-7073-2 |
| 7  | 27 września 2010              | ISBN 978-4-8124-7450-1 |
| 8  | 27 lipca 2012                 | ISBN 978-4-8124-7940-7 |
| 9  | 26 stycznia 2013              | ISBN 978-4-8124-8090-8 |
| 10 | 26 lipca 2014                 | ISBN 978-4-8124-8733-4 |

## Anime
Na bazie mangi powstał 26-odcinkowy telewizyjny serial anime, który emitowano od 1 lipca do 24 grudnia 2012. Za animację odpowiadało studio Silver Link, a za reżyserię Takao Sano. 26 stycznia 2013 ukazały się 2 odcinki OVA, zatytułowane Asako Get You!!. Prawa do streamingu serii nabył Crunchyroll. 